# Бонниер, Герт
Герт Бонниер (швед. Gert Bonnier, 15 ноября 1890, Стокгольм, Швеция — 11 января 1961, Стокгольм, Швеция) — шведский генетик, профессор. Сын книгоиздателя Карла Отто Бонниера, отец автогонщика Йоакима Бонниера.

## Биография
Герт Бонниер в 1924 году стал доктором философии по зоологии и в том же году доцентом Стокгольмского университета. В 1936—1958 годах являлся профессором кафедры зоологии в Стокгольмском университете. Герт был избран членом Королевской сельскохозяйственной академии в 1938 году, а в 1945 году стал членом Шведской королевской академии наук.

## Избранная библиография
- Contributions to the knowledge of intra- and inter-specific relationships in Drosophila (1924)
- Om könsbestämningen: En sammanställning av nyare undersökningar och teorier (1925)
- Class frequencies in system of backcrossing (1934)
- Is the shape of the lactation curve genetically determined? (1935)
- Biologisk variationsanalys (tillsammans med Olof Tedin, 1940, ny upplaga 1957, tysk upplaga av Hans-Otto Gravert och Wilhelm Pollheide 1959 under titeln «Biologische Variationsanalyse: die statistischen Methode zur Auswertung biologischer Versuche, insbesondere auf dem Gebiet der Tierzucht»)

## Награды
- Командор Ордена Полярной звезды